# سمر خت
سمر خت هو اسم حورس لفرعون المصري في عصر الأسرات المبكر الذي حكم خلال الأسرة الأولى. أصبح هذا الحاكم معروفًا من خلال الأسطورة المأساوية المُتَوارَثه عن المؤرخ مانيتون، الذي أفاد أن كارثة من نوع ما حدثت خلال عهد سمر خت. يبدو أن السجلات الأثرية تدعم الرأي القائل بأن سمر خت كان ملكًا خلال وقتًا صعبًا، وشكك بعض علماء الآثار الأوائل شككوا في شرعية خلافة سمر خت للعرش المصري.

## عائلته

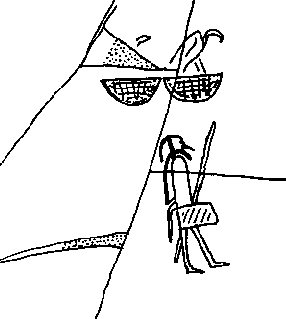
الاسم النبتي لسمر خت من المجمع الهرمي لزوسر في سقارة.

لا يعرف عمليًا شيئًا عن عائلة سمر خت. والديه غير معروفين، ولكن يعتقد أن الفرعون دنواحدًا من أسلافه، وربُمَّا كان والده، وربما كانت والدته الملكة بيترس، لم يتم العثور على دليل قاطع لهذا الرأي بعد. من المتوقع أن يكون لسمر خت أبناء وبنات، ولكن لم يتم تسجيل على أسمائهم في السجل التاريخي. ويرشح بأن يكون الفرعون قاع عضو ممكن من لعائلته.

## مصادر اسمه

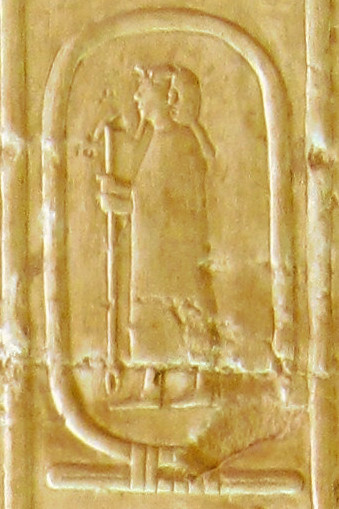
سمز، خرطوشة تحمل اسم الفرعون سمر خت قائمة أبيدوس للملوك.

## عهده

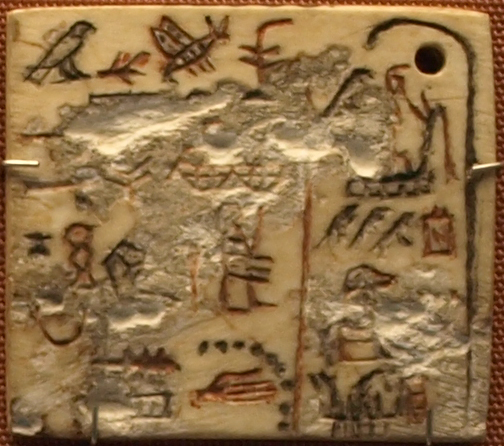
بطاقة من العاج لسمر خت، معروضه في المتحف البريطاني.

## مقبرته

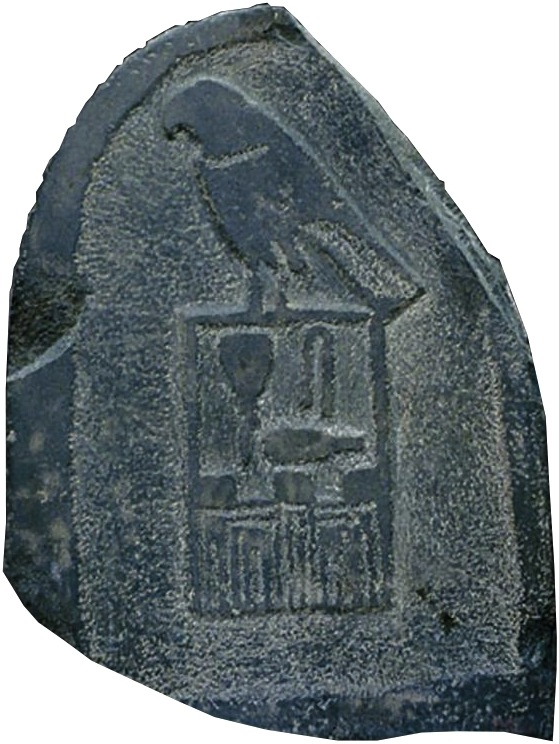
شواهد مقبرة سمر خت.

خريطة مقبرة سمر خت أم العقاب.

## معرض الصور

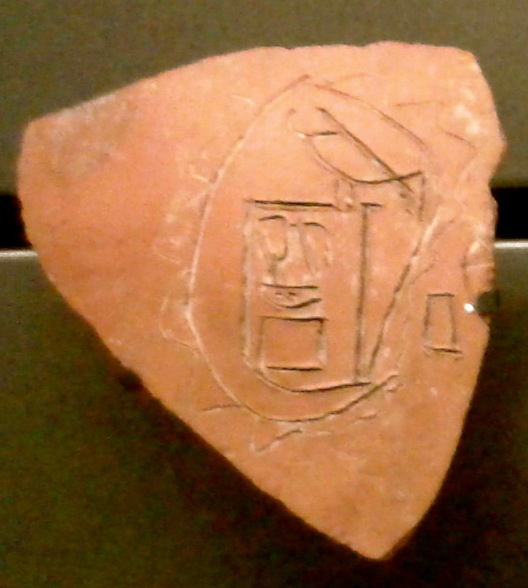
قشرة من الفخار تحمل سيريخ سمر خت، معروضه في متحف اللوفر.
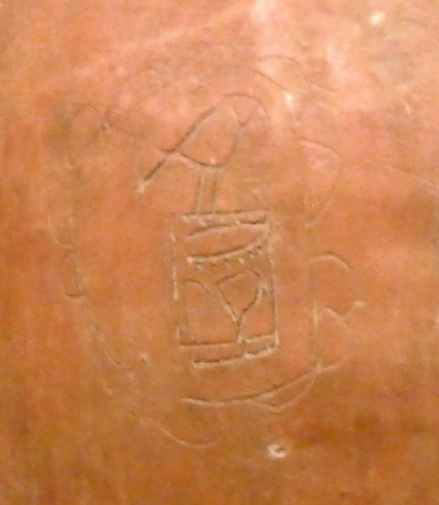
جرة من الطين منقوش عليها سيريخ سمر خت، ومتحف اللوفر.
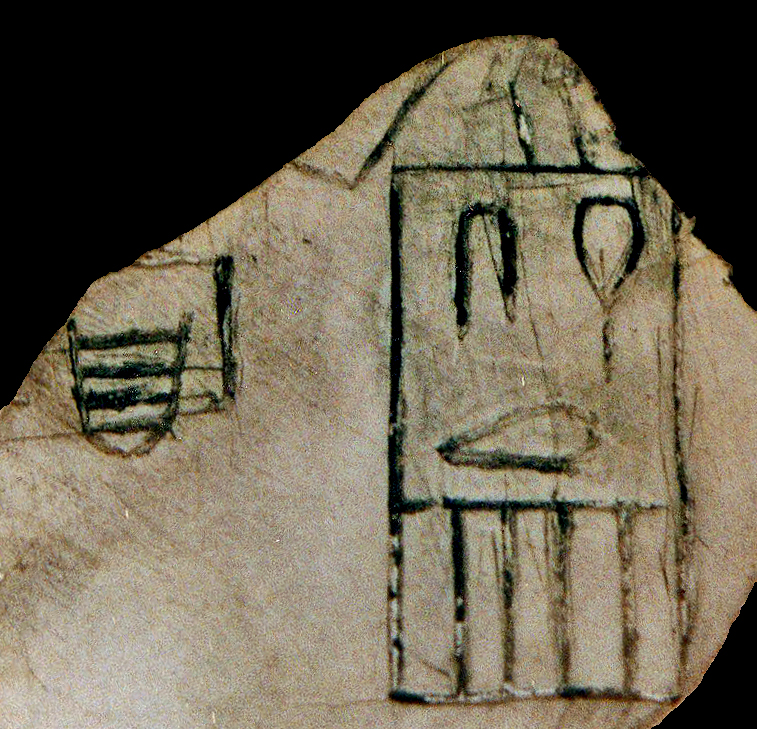
جزء من إناء من الرخام الأبيض تحمل سيريخ سمر خت. في الجهة اليسرى من السيريخ مذكور على بير بجا، وتعني "بيت الركاز"، المتحف المصري، القاهرة.